# 山前街道 (福鼎市)
山前街道是中国福建省宁德市福鼎市下辖的一个街道。

## 行政区划
山前街道共辖1个居委会、10个行政村，分别是：
石亭居委会、山前村、灰窑村、罾坪村、百胜村、南乾村、兰田村、大岚头村、南阳村、水北村、梅溪村。